# Socialstyrelsen

Logo

Socialstyrelsen (deutsch: Zentralamt für Gesundheits- und Sozialwesen) ist die zentrale schwedische Behörde für Sozial- und Gesundheitsdienste. Sie legt Normen fest, indem sie Bestimmungen erlässt und allgemeine Beratungen abhält. Sie bewertet die Gesetze und Aktivitäten der Gemeinden, Bezirksräte und lokalen Behörden. Sie stellt auch Zulassungsbescheinigungen für 22 Berufsgruppen aus, darunter Ärzte, Zahnärzte, Apotheker.  Eine weitere Aufgabe sind die offiziellen nationalen Statistiken in den Sozialdiensten, der medizinischen Versorgung sowie in der Gesundheit und der Krankheit. Unter diesem Namen wurde 1912 das schwedische nationale Amt für Wohlfahrt gegründet.
Das schwedische Sozialministerium (Socialdepartement) und das darin enthaltene schwedische Gesundheitsministerium (sjukvårdsminister) sind als schwedische Regierung ohne Weisungsbefugnis dem Socialstyrelsen übergeordnet.
Die Behörde wird von einem Generaldirektor geleitet. Die Zentrale sitzt in Stockholm, Rålambsvägen 3. Landesweit hat sie über 700 Mitarbeiter und ein Budget von 600 Mio. SEK. Das Budget für die Sozialhilfe (ekonomiskt bistånd) liegt bei den Kommunen. Etwa 750 000 Menschen (12,3 %) erhielten 2024 in Schweden Sozialhilfe, teilweise neben der Arbeitslosenhilfe (grundbelopp).

## Geschichte
Die Ursprünge der Gesundheitsbehörde liegen im 1663 vom König gegründeten Collegium-Medicum, das nach königlicher Arnordnung vom 27. Januar 1813 unter dem Namen des Sundhetskollegium zu einer wirklichen Verwaltungsbehörde wurde.
1878 erhielt die Behörde den Namen Medicinalstyrelsen (etwa: Der Medizinvorstand), die einen Direktor und fünf medizinische Berater hatte; der Leiter und vier Berater waren Ärzte, der fünfte ein Tierarzt. Sie übte die höchste Aufsicht über die allgemeine Gesundheitsversorgung im Königreich aus und befasste sich mit Fragen des medizinischen Systems. Zu den Aufgaben gehörte die Überwachung von Epidemien. Der Wissenschaftliche Rat des Gremiums wurde 1913 gegründet.
1947 wurden die tierärztlichen Probleme dem damaligen Veterinärausschuss entzogen
Medicinalstyrelsen ging 1968 durch Zusammenlegen auf im 1912 gegründeten Socialstyrelsen  (daher seither verstanden als: Gesundheits- und Sozialbehörde).
2013 übernahm sie die Aufsicht über die Inspektionen för vård och omsorg (Inspektionen für Gesundheits-, Pflege- und Betreuungswesen). Dagegen übertrug sie die Verantwortung für Umweltgesundheit sowie für Umwelt- und Gesundheitsberichte an die 2014 neu gegründete Folkhälsomyndigheten (Behörde für öffentliche Gesundheit in Schweden), die 2015 auch für Infektionsprävention zuständig wurde. Diese war mit ihrem Chefepidemiologen Anders Tegnell zuständig für die COVID-19-Pandemie in Schweden.

### Präsident des Sundhetskollegium
- 1813–1822: David von Schulzenheim
- 1822–1841: Christian Ehrenfried von Weigel
- 1841–1849: Erik af Edholm
- 1849–1860: Carl Johan Ekströmer
- 1860–1864: Magnus Huss
- 1864–1873: Nils Johan Berlin
- 1873–1877: Nils Johan Berlin

### Leiter des Medicinalstyrelsen
- 1877–1883: Nils Johan Berlin
- 1883–1898: August Almén
- 1898–1913: Klas Linroth
- 1913–1928: Bertil Buhre
- 1928–1935: Nils Hellström
- 1935–1952: Axel Höjer
- 1952–1967: Arthur Engel
- 1967–1968: Bror Rexed

### Leiter des Socialstyrelsen
- 1912–1921: Henning Elmquist
- 1921–1937: Gunnar HHuss
- 1937–1939: Sigfrid Hansson
- 1939–1946: Thorwald Bergquist
- 1946–1968: Ernst Bexelius
- 1968–1979: Bror Rexed
- 1979–1985: Barbro Westerholm
- 1985–1988: Maj-Britt Sandlund
- 1989–1998: Claes Örtendahl
- 1998–2004: Kerstin Wigzell
- 2004–2008: Kjell Asplund
- 2008–2015: Lars-Erik Holm
- 2015–2024: Olivia Wigzell
- 2024–: Björn Eriksson

## Einzelbelege
1. ↑  https://utrikesgruppen.se/wp-content/uploads/2020/10/utrikes_namnbok_10.e_reviderade_upplagan_denna_upplaga_laddades_ned_via_utrikesgruppen.pdf (Stichwort S. 29), Übersetzung durch das schwedische Außenministerium, 2015
2. ↑  Number of persons receiving economic support increased in 2024. Abgerufen am 7. August 2025 (englisch).
3. ↑  Riksarkivet: Riksarkivet - Sök i arkiven. Abgerufen am 6. August 2025 (schwedisch).
4. ↑  EHRI: Medicinalstyrelsen. Abgerufen am 6. August 2025.